# Ștefan Augustin Doinaș
Ștefan Augustin Doinaș (n. Ștefan Popa, n. 26 aprilie 1922, Cherechiu, Arad, România – d. 25 mai 2002, București, România) a fost un poet, eseist, traducător, deținut politic, academician, și politician român, senator în legislatura 1992-1996, ales în municipiul București pe listele partidului  Alianța Civică. Senatorul Ștefan Popa l-a înlocuit pe senatorul decedat René-Radu Policrat de la data de 22 februarie 1993. În cadrul activității sale parlamentare, Ștefan Popa a inițiat două propuneri legislative.

## Biografie

### Anii timpurii
Ștefan Augustin Doinaș (pseudonimul literar al lui Ștefan Popa) s-a născut la 26 aprilie 1922 în localitatea Cherechiu, comuna Sântana din județul Arad (interbelic), "într-o casă de oameni înstăriți" (este expresia folosită chiar de poet, într-o convorbire din 1998 cu publicistul Emil Șimăndan).
Împrejurarea, norocoasă în perioada dinainte de război, se va dovedi nefastă după instaurarea comunismului ("Pe vremea represiunii comuniste părinții mei au fost declarați chiaburi. În fond, erau proprietarii a 16 hectare de pământ!").
Viitorul poet urmează școala primară în satul natal („în satul meu se făcea o școală extrem de serioasă ...”), iar apoi Liceul Moise Nicoară la Arad (care „avea un extraordinar director, pe Ascaniu Crișan, profesor de matematici”).
Profesorul de română care îl cucerește pe tânărul venit de la țară este Alecu Constantinescu (tatăl dramaturgului Paul Everac).
Încă din liceu, Ștefan Augustin Doinaș citește poezie ( Vasile Alecsandri, Dimitrie Bolintineanu, Mihai Eminescu, Octavian Goga, George Coșbuc, dar și Tudor Arghezi, Ion Barbu, Stephane Mallarmé, Paul Valéry) și critică de poezie („mențiunile critice ale lui Perpessicius... ... alături de el, adevăratul meu dascăl de poezie a fost Vladimir Streinu”).

### Anii de la Sibiu
În toamna anului 1941, absolventul de liceu pleacă la Sibiu - unde se refugiase Universitatea clujeană, după trecerea Ardealului de Nord sub jurisdicție maghiară - și se înscrie la Medicină, dar încă din primul an frecventează și cursurile de la Litere și Filosofie.
În anul 1944 se transferă la această facultate, unde îi are ca profesori pe Lucian Blaga, la istoria culturii, pe Liviu Rusu, la estetică, pe D.D. Roșca, la istoria filosofiei și la filosofia generală. Activează în cadrul Cercului literar de la Sibiu, alături de Ion Negoițescu, Radu Stanca, Ion Dezideriu Sîrbu, Cornel Regman, Eugen Todoran, Ovidiu Cotruș, Radu Enescu ș.a.
În 1948 absolvă facultatea și se întoarce ca profesor în satul său natal; predă apoi româna la Hălmagiu și, în continuare, la Gurahonț, cheltuind în total cu profesoratul șapte ani (în această perioadă scrie o piesă de teatru, Brutus și fiii săi, un ciclu de sonete intitulat Sonetele mâniei etc.).
În 1955 renunță la învățământ și se stabilește la București, unde îi reîntâlnește pe unii dintre "cerchiști". Împreună cu ei își face iluzia că, după moartea lui Stalin și venirea la putere în URSS a lui Hrușciov, se va produce și în România un "dezgheț".
Trăiește din stilizări și reușește să publice și câte ceva din textele proprii, iar la 1 ianuarie 1956 se angajează ca redactor la revista Teatru, datorită intervenției lui Radu Stanca.

### Denunț politic și arestare
Arestat la 3 februarie 1957, este condamnat la un an de închisoare „pentru omisiune de denunț.” („ ... în redacția revistei Teatru - unde mă aflam cu I. D. Sîrbu - a venit Marcel Petrișor, tot un arădean, un originar de pe meleagurile arădene, care ne-a informat despre revoluția din Ungaria. Ne-a spus că, în cazul în care va fi și la noi manifestație, armata va fi de partea noastră, după care vom cere scoaterea limbii ruse din învățământ și așa mai departe ... După trei zile Marcel Petrișor a fost arestat, iar eu am fost ridicat după trei luni. De ce? Marcel Petrișor a fost bătut cu ranga ca să spună cu cine a mai stat de vorbă în legătură cu revoluția din Ungaria, aflându-se astfel și despre mine! [...] Eu am fost condamnat la un an, cu circumstanțe atenuante, pentru omisiune de denunț.”)  Episodul referitor la Marcel Petrișor a fost relatat și de Alex Ștefănescu în Istoria literaturii române contemporane (1941-2000).
La 5 februarie 1958 este eliberat, iar la 8 aprilie 1958 se căsătorește cu Irinel Liciu, primă balerină la Operă. Până în 1963 i se interzice să reintre în viața literară. Apoi, George Ivașcu îl angajează la revista Lumea.

### RevistaSecolul 20
Din 1969 începe să lucreze în redacția revistei Secolul 20 (al cărei redactor-șef va deveni în 1992). A fost, în ultimul deceniu al vieții, directorul revistei Secolul 20, apoi președintele fundației cu același nume, care s-a transformat în Secolul 21. Publică numeroase cărți - de poezie, de critică literară - și traduce din mari scriitori ai lumii, remarcându-se printr-o înaltă ținută intelectuală și printr-o atitudine demnă în raport cu autoritățile. 
Activitatea sa literară acoperă toate genurile, meritele sale culturale și literare i-au fost recunoscute din plin, poetul devenind academician în anul 1992.
În apropierea vârstei de 80 de ani, în 2000, debutează ca prozator, cu volumul T de la Trezor.

### Recunoaștere, politician
După 1989 devine membru al Academiei Române și senator (din partea Partidului Alianța Civică) în Parlamentul României, după ce l-a înlocuit pe senatorul decedat René-Radu Policrat. Face și publicistică politică, de pe o poziție anticomunistă intransigentă. A murit pe data de 25 mai 2002.

### Viață personală
Imediat după moartea sa, soția sa, fostă prim balerină a Operei Române, Irinel Liciu, se sinucide, luând o supradoză de  somnifere. Lângă cutia de medicamente s-a găsit un bilet de adio: „Domnul meu și Dumnezeul meu, iartă-mă! Doinaș, dulcele meu, o prea mare iubire ucide.”

### Distincții
- Ordinul Național „Pentru Merit” în grad de Mare Cruce (2000)[10]

## Debutul artistic
A debutat în 1939, cu o poezie, în Jurnalul literar, câștigând apoi, cu volumul Alfabet poetic, în 1947, premiul Eugen Lovinescu. Volumul însă nu a mai apărut, din cauza instaurării comunismului, eveniment tragic ce l-a trimis în spatele gratiilor, pentru convingerile sale, și pe poet.
Ștefan Augustin Doinaș a reușit să debuteze în poezie abia în 1964, cu volumul Cartea mareelor, cuprinzând poeme preluate dintr-un volum mai vechi, rămas nepublicat, Alfabet poetic, dar și versuri de dată recentă, marcate de concesii făcute ideologiei oficiale (care reprezintă însă o excepție în creația sa). Volumul marca tranziția poeziei sale de la baladă la o poezie mai cerebrală.
A teoretizat alături de alți poeți membri ai Cercului literar de la Sibiu (în special, Radu Stanca) estetica baladei în poezie. În timpul studenției clujeano-sibiene din anii războiului, a fost unul dintre membrii de seamă ai Cercului Literar de la Sibiu și a semnat chiar "Manifestul" acestuia, care a apărut în ziarul Viața în 1942.

## Opera omnia
Alte volume publicate: Omul cu compasul (1966), Seminția lui Laocoon (1967), Papyrus (1974). Abia în 1978 reușește să-și publice volumul Alfabet poetic. Mai publică Hesperia (1979) și Foamea de UNU (1987), înainte de anul de răscruce 1989. Interiorul unui poem și Psalmii sunt câteva dintre semnele poetice pe care ni le-a trimis în anii din urmă.
Ștefan Augustin Doinaș este și autorul unor cărți de eseuri și reflecții pe marginea poeziei românești și a poeziei în general: Lampa lui Aladin (1970), Poezie și moda poetică (1972), Orfeu și tentația realului (1974), Lectura poeziei (1980). Cel mai cunoscut poem al său, apreciat ca unul dintre cele mai frumoase scrise vreodată în limba română, este Mistrețul cu colți de argint. Activitatea sa literară acoperă toate genurile, meritele sale culturale și literare i-au fost recunoscute din plin, poetul devenind academician în anul 1992.

## Opera

### Poezie
- Cartea mareelor, Buc., EPL, 1965
- Omul cu compasul, Buc., EPL, 1966
- Seminția lui Laokoon, Buc., Tin., 1966
- Ipostaze, Buc., Tin., 1967
- Alter ego, Buc., CR, 1970
- Ce mi s-a întâmplat cu două cuvinte, Buc., CR, 1972
- Papirus, Buc., CR, 1974
- Anotimpul discret, Buc., Em., 1975
- Hesperia, Buc., CR, 1979, Poeme, Buc., CR, 1983
- Vânătoare cu șoim, Buc., CR, 1985
- Interiorul unui poem, Buc., CR, 1990
- Arie și ecou, 1991
- Lamentații, 1993
- Aventurile lui Proteu, Buc., Hum., 1995
- Alexandru refuzînd apa
- Poetul si marea

### Critică literară și eseistică
- Lampa lui Diogene, BUC., EPL, 1970
- Poezie și modă poetică, Buc., Em., 1972
- Orfeu și tentația realului, Buc., Em., 1974
- Lectura poeziei, Buc., CR, 1980
- Măștile adevărului poetic, Buc., CR, 1992
- Poeți români, Buc., Em., 1999.

### Literatură pentru copii
- Povești cum altele nu-s, Buc., IC, 1974
- Povestea celor zece frați, Buc., IC, 1976.

### Teatru
- Brutus și fiii săi, tragedie, 1996.

### Proză
- T de la Trezor, proze, Buc., Ed. Fundația Culturală "Secolul 21", 2000.

### Antologii
- Versuri, Buc., Em., 1972,
- Versuri, Buc., Alb., col. "CMFP", 1973,
- Alfabet poetic, pref. de Aurel Martin, Buc., Min., col. "BPT", 1978,
- Locuiesc într-o inimă, Buc., Mil., 1978,
- Foamea de unu, Buc., Em., 1987,
- Născut în Utopia, pref. de Gheorghe Grigurcu, ilustr. de Geta Brătescu, Buc., FCR, 1992, Poezii, Buc., Ed. Vitruviu, 1996.

A fost tradus în franceză, germană, engleză, italiană, spaniolă, macedoneană, sârbă, slovenă, bulgară, maghiară.
- Geboren in Utopia, ediție bilingvă româno-germană, traducere Christian W. Schenk, Dionysos Verlag 1996, ISBN 398038716X

- Prezent și antologia germană: Streiflicht, Eine Auswahl zeitgenössischer rumänischer Lyrik, ins Deutsche übertragen von Christian W. Schenk, Dionysos Verlag, Kastellaun, 1994, ISBN 3-9803871-1-9

### Traduceri
A tradus din marii poeți ai lumii, începând cu Faust de Goethe și continuând cu poemele lui Hölderlin, Stephane Mallarmé, Gotfried Benn și Paul Valéry.
A mai tradus și din Giovanni Papini, Gerhart Hauptmann, Jorge Guillen, Ruben Dario, Gottfried Benn, Wolf Aichelburg, Martin Buber, Boris Lavreniov ș.a.

## Controverse
Scriitorul Ion Caraion a făcut pușcărie politică între 1950 și 1955, în urma unui denunț al lui Ștefan Augustin Doinaș, apoi din nou, între 1958 și 1969 
Scriitorul Ion Omescu a făcut pușcărie pentru scriere  de literatură dușmănoasă regimului și popularizarea acesteia, ca urmare a denunțului lui Ștefan Augustin Doinaș. "Până la urmă s-a găsit însă un martor al acuzării, închis și el pe acea vreme, deci mai ușor de convins, care, cu ochii lăsați în jos de rușine, a mărturisit în fața instanței  - același tribunal militar, se pare- de a fi citit, chiar la invitația autorului, câte ceva din acele piese... Era Ștefan Augustin Doinaș! Această depoziție a fost suficientă pentru a-l trimite pe Toledan din nou la pușcărie. " - "Castele în Spania", Petre Sirin, ed. HUMANITAS, 2013, pag. 261.

## Legături externe
- Membrii Academiei Române din 1866 până în prezent – D
- Fișa de parlamentar[nefuncțională – arhivă]
  pe site-ul Camerei Deputaților

Articole biografice
- "O iubire așa de mare ucide"[nefuncțională]
, 16 februarie 2004, Jurnalul Național
- A plecat din dans și s-a refugiat în iubire Arhivat în 14 iulie 2014, la Wayback Machine., 24 aprilie 2008, Razvan Barbulescu, Jurnalul Național
- VIDEO 11 ani de la cea mai frumoasă tragedie din cultura română. Moartea poetului Ștefan Augustin Doinaș și sinuciderea balerinei Irinel Liciu, 25 mai 2013, Cristian Delcea, Adevărul
- VIDEO Ștefan Augustin Doinaș, personalitate de seamă a literaturii române. El a fost căsătorit cu Irinel Liciu, primă balerină la Operă, 14 noiembrie 2013, Untaru Claudia, Adevărul
- Poetul și balerina: povestea de iubire care a rezistat deși a existat infidelitatea, 1 mai 2014, Untaru Claudia, Adevărul
- http://cleopatra-lorintiu.net/fr/doinas/